# Lake Butler (comté d'Orange, Floride)
Lake Butler est une census-designated place du comté d'Orange, dans l'État de Floride, aux États-Unis,. En 2020, elle compte une population de 18 851 habitants.